# 七戸北インターチェンジ
七戸北インターチェンジ（しちのへきたインターチェンジ）は、青森県上北郡七戸町字後平にある上北自動車道（国道45号天間林道路）のインターチェンジ (IC) である。
将来は下北半島縦貫道路（国道4号野辺地七戸道路、事業中）が接続する予定。

## 概要
本ICは上北自動車道全体の終点に位置する。旧来の仮称は天間林 (2) インターチェンジであった。

## 道路

### 本線
- E4A 上北自動車道（天間林道路）
- 下北半島縦貫道路 野辺地七戸道路（事業中）

### 接続する道路
- 国道4号（現道、国道45号と重複）
  - 約7キロメートル北方に下北半島縦貫道路（国道279号野辺地バイパス）の野辺地インターチェンジがある。
- 青森県道242号後平青森線
  - 県道242号を介して約5キロメートル西方で E4A みちのく有料道路に接続する。

## 歴史
- 2022年（令和4年）

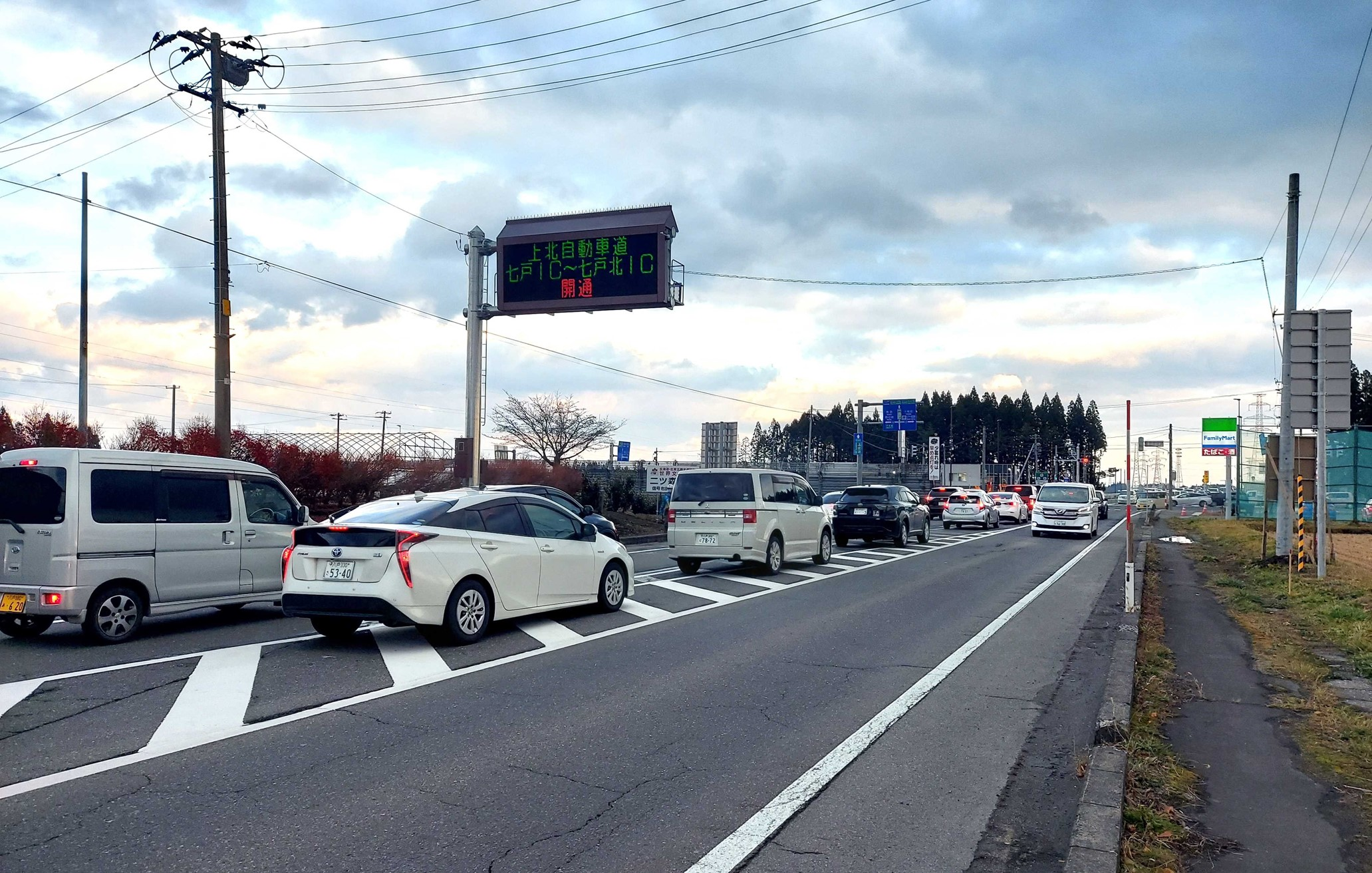
供用開始直後の七戸北IC

  - 10月27日 : IC名称が「七戸北IC」に決定[1]。
  - 11月27日 : 天間林道路・七戸IC - 七戸北ICの開通に伴い、供用開始[1]。

## 隣
E4A 上北自動車道（天間林道路）
七戸IC - 七戸北IC